# ベリー公

ベリー公の紋章

ベリー公（duc de Berry）は、フランスの王族に与えられた公爵位。フランス中央部のベリーを所領とした。世襲はされず、その時々の国王の近親者に与えられた。
- ジャン（1340年 - 1416年、1360年授爵） - ジャン2世の三男。
- ジャン（1398年 - 1417年、1416年授爵） - シャルル6世の四男で4人目の王太子。
- シャルル（1403年 - 1461年、1417年授爵） ⇒ シャルル7世
- シャルル（1446年 - 1472年、1461年授爵、1465年ノルマンディー公に変更） - シャルル7世の末子。
- フランソワ（1472年 - 1473年） - ルイ11世の末子
- ジャンヌ（1464年 - 1505年、1498年授爵） - ルイ11世の娘、ルイ12世の最初の妃。
- マルグリット（1492年 - 1549年、1517年授爵） - フランソワ1世の姉、ナバラ王エンリケ2世の妃。
- マルグリット（1527年 - 1574年、1550年授爵） - フランソワ1世の娘、サヴォイア公エマヌエーレ・フィリベルトの妃。
- フランソワ（1555年 - 1584年、1576年授爵） - アンリ2世の四男。アンジュー公。
- シャルル（1686年 - 1714年、1686年授爵） - ルイ14世の長男・王太子ルイ（グラン・ドーファン）の三男、スペイン王フェリペ5世の弟。
- ルイ（1754年 - 1793年、1754年授爵） ⇒ ルイ16世
- シャルル（1757年 - 1836年、1776年授爵） ⇒ シャルル10世
- シャルル・フェルディナン（1778年 - 1820年） - アルトワ伯シャルル（シャルル10世）の子。

現在ベリー公を名乗っているのは、レジティミストのフランス・ブルボン家王位請求者ルイ・アルフォンスの次男、アルフォンス・ド・ブルボンである。